# Möning
Möning ist ein Gemeindeteil der Stadt Freystadt im Landkreis Neumarkt in der Oberpfalz in Bayern.

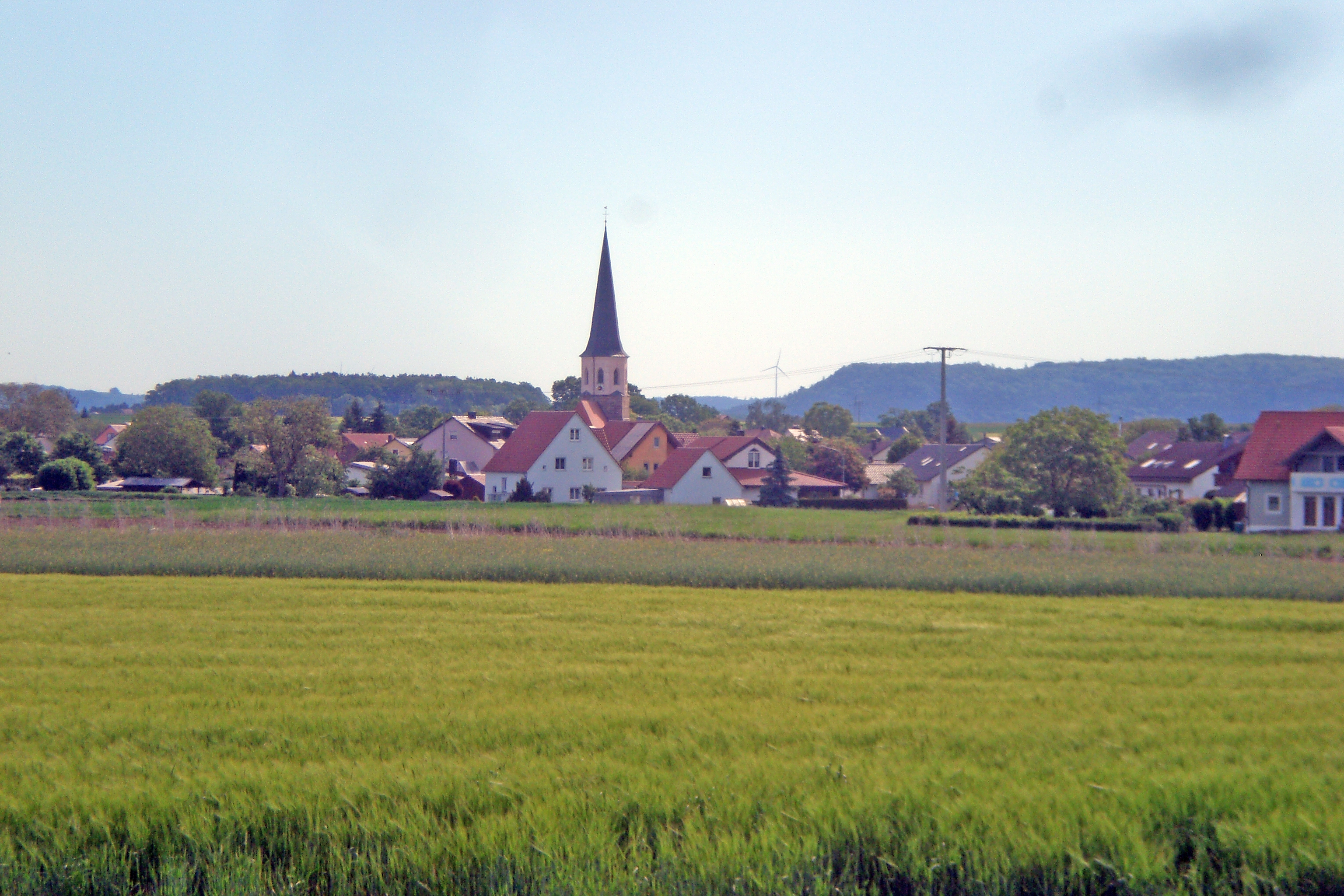
Möning (2024)

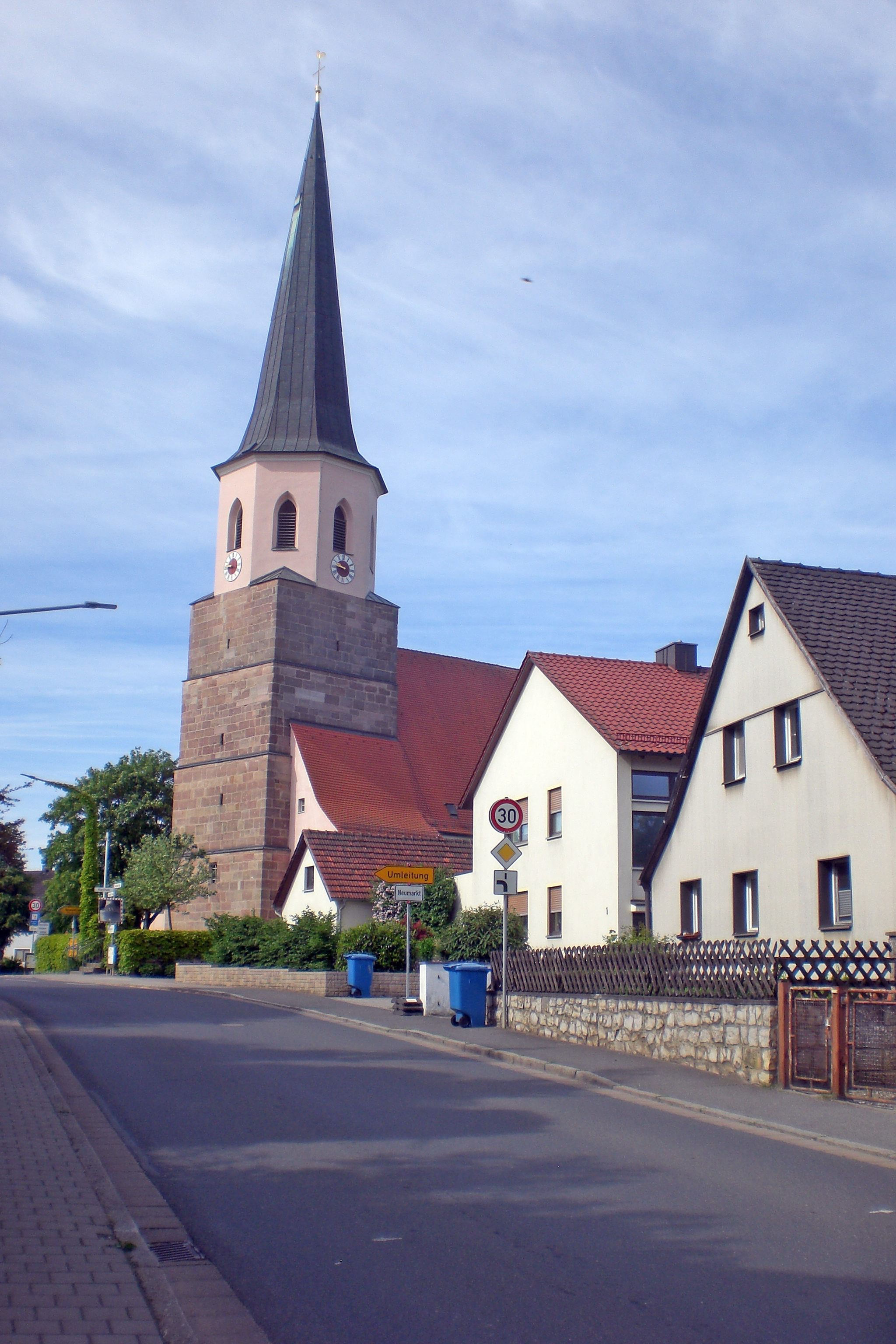
Möning Ortstraße mit St. Willibald (2024)

## Lage
Das Haufendorf liegt auf 433 m ü. NHN östlich der Schwarzach und etwa fünf Kilometer nördlich des Gemeindesitzes im fruchtbaren Albvorland der Südlichen Frankenalb. Südlich von Möning erhebt sich der auf 529 Meter ansteigende bewaldete Möningerberg mit dem Freystädter Gemeindeteil Möningerberg.

## Ortsnamensdeutung
Der Ortsname besagt eine Bajuwaren-Sippensiedlung des Meno oder Mano.

## Geschichte
Der Ort, wohl im 6./7. Jahrhundert durch die Bajuwaren gegründet, ist erstmals im 11. Jahrhundert erwähnt, als der Eichstätter Bischof Gundekar II. in „Meningen“ eine Kirche weihte. 1142 bis 1519 sind Ortsadelige nachweisbar. Vor 1286 gab der Reichsministeriale Ulrich von Sulzbürg einen Hof zu Möning aus ehemaligem Reichsgut dem Kloster Seligenporten. 1286 verkaufte er der Deutschordenskommende Nürnberg all seine Güter zu „Menig“ samt dem Dorfgericht. Auch an die Nürnberger Kommende veräußerte Gottfried von Heydeck den Meierhof von Möning. 1291 verkauften die Brüder Hilpolt und Heinrich von Stein, gesessen zu Burg Niedersulzbürg, die Burg und das Lehen zu Möning an das Kloster Seligenporten, Güter, die sie durch Heirat von den Sulzbürgern erhalten hatten. 1295 ging von Hilpolt von Stein ein Gut in Möning an die Seligenportener Schwestern. Die Wolfsteiner, Besitznachfolger der Herren von Stein, zählten zu ihrer Herrschaft Sulzbürg nur einen Achtelhof Mönings, zu ihrer Herrschaft Pyrbaum dagegen 44 Höfe unterschiedlicher Größe. Der Deutschordenspfleger zu Postbauer verfügte laut einer Güterbeschreibung von 1670 über 15 Besitzungen in Möning.
1556 wurde unter Pfalzgraf Ottheinrich die Reformation eingeführt; 1625 wurde die Oberpfalz und damit auch Möning wieder katholisch. 1604 ist eine Schule genannt. 1788 wurde sie neu erbaut, 1826 durch einen Schulhaussaal und 1889 noch einmal erweitert. Ein neues Schulhaus wurde 1965 bis 1967 erbaut, das nach 2015 zugunsten der Schule in Freystadt seine Tore schließt.
Gegen Ende des Alten Reiches, um 1800, umfasste Möning 104 Anwesen, die fünf grundherrschaftlichen Ämtern unterstanden. Der Obernen Hofmark Berngau gehörten 30 Höfe, dem kurfürstlichen Klosterrichteramt Seligenporten zehn Höfe, dem Deutsch-Ordenspflegamt Postbauer 19 Höfe, der kurfürstlichen Kabinettsherrschaft Pyrbaum, errichtet nach dem Aussterben der Wolfsteiner 1740 und dem Heimfall ihrer Lehen an Bayern, 44 Höfe, und der kurfürstlichen Kabinettsherrschaft Sulzbürg ein Hof.
Im Königreich Bayern wurde mit dem Gemeindeedikt von 1818 die Ruralgemeinde Möning aus Möning, Möningerberg und Reckenstetten gebildet. Sie gehörte dem Landgericht (ab 1862 Bezirksamt, ab 1879 Landkreis) Neumarkt an. 1836 bestand das Dorf aus 103 Häusern, 1 Pfarrkirche, 1 Kapelle, 1 Pfarrhof, 1 Schulhaus und 2 Wirtshäusern.
1875 hatte die Gemeinde Möning in ihren drei Orten insgesamt 568 Einwohner, die alle katholisch waren. Im Gemeindesitz gab es 278 Gebäude, davon 121 Wohngebäude; es wurden 28 Pferde (davon 27 in Möning selbst), 535 Stück Rindvieh (davon 509 in Möning selbst), 342 Schafe, 287 Schweine und 13 Ziegen gehalten. 1900 hatte die 811 Hektar große Gemeinde 116 Wohngebäude und 596 Einwohner, darunter zwei Protestanten. In den drei Orten gab es nunmehr insgesamt 24 Pferde, 590 Stück Rindvieh, 167 Schafe, 517 Schweine und neun Ziegen. Der Rückgang der Schafhaltung und die erhebliche Zunahme der Schweinehaltung ist in diesem Zeitraum von 25 Jahren auch in vielen anderen Gemeinden zu beobachten. 1961 wohnten in der Gemeinde 647 Personen.
Mit der Gebietsreform in Bayern wurde die Gemeinde Möning zum 1. Januar 1972 in die Stadt Freystadt eingemeindet. Das Dorf nahm in der zweiten Hälfte des 20. Jahrhunderts neue Wohngebiete ab 1968 großen Aufschwung.

### Einwohnerentwicklung des Dorfes Möning
- 1875: 545 (264 Gebäude)[21]
- 1900: 576 (111 Wohngebäude)[22]
- 1938: 599 (nur Katholiken)[23]
- 1961: 624 (126 Wohngebäude)[24]
- 1987: 778 (197 Wohngebäude, 222 Wohnungen)[25]
- 2016, 31. Dez.: 1090[26]

### Einwohnerzahl der Gemeinde Möning

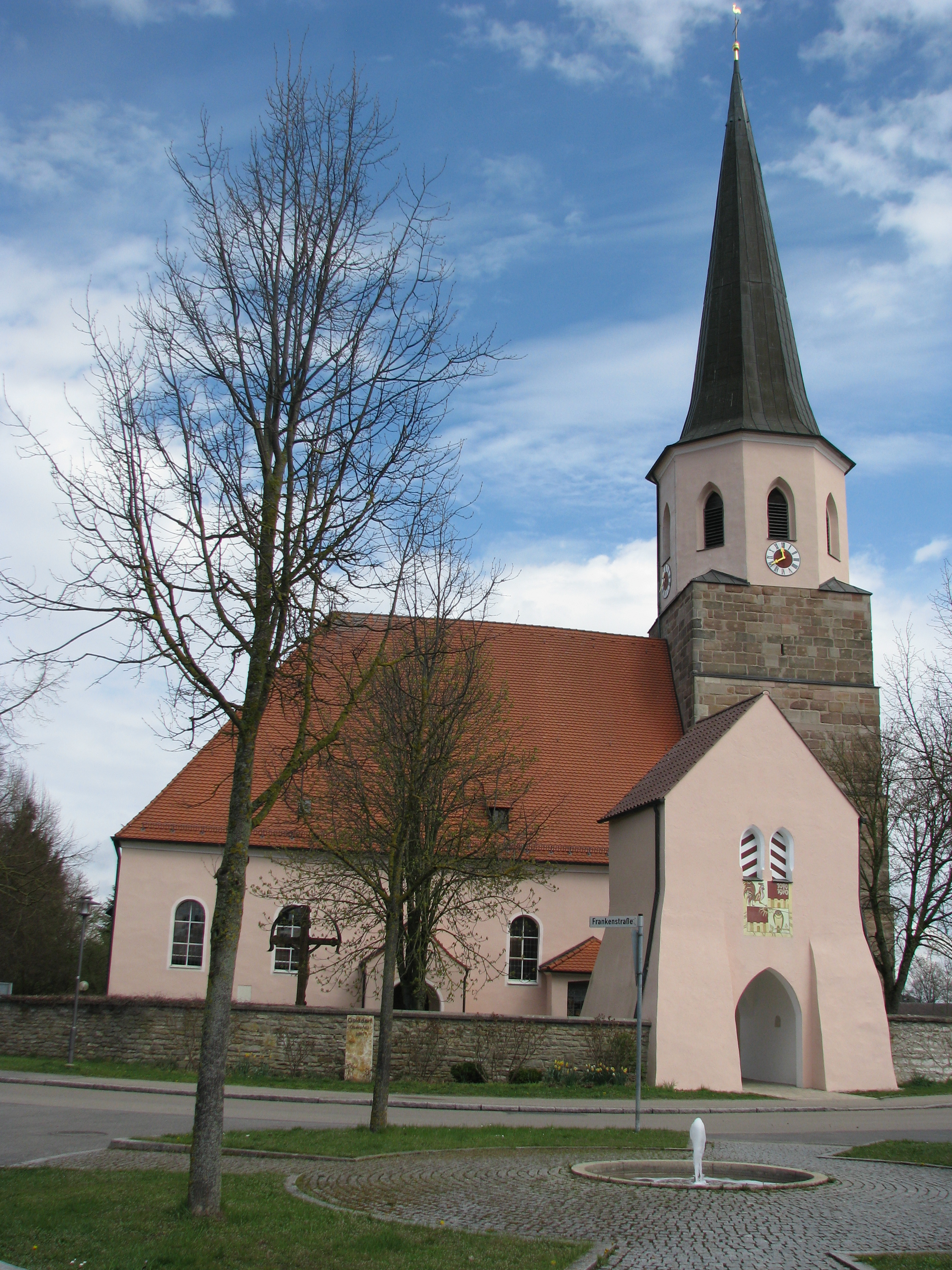
Kath. Pfarrkirche

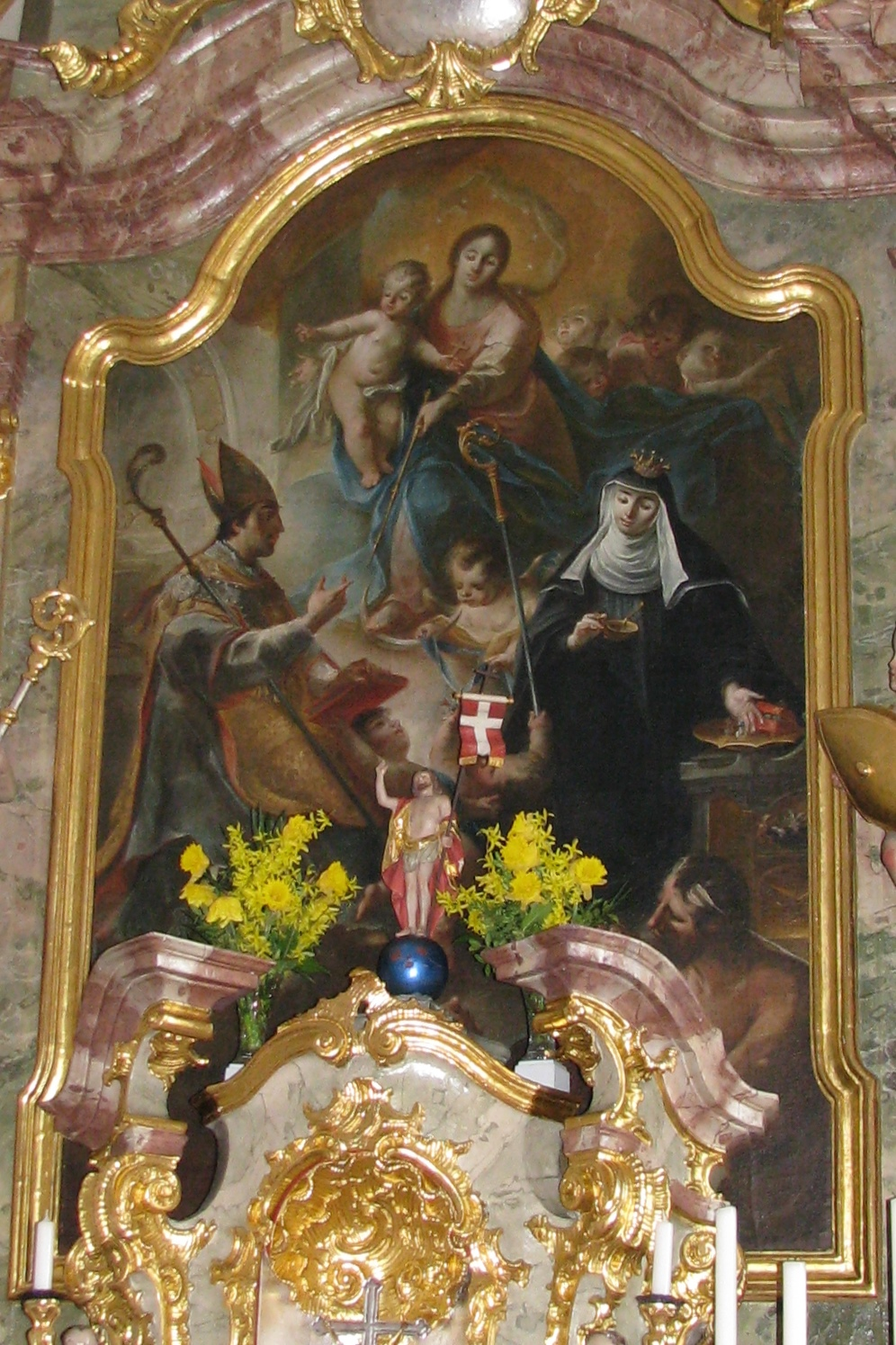
Hochaltarbild

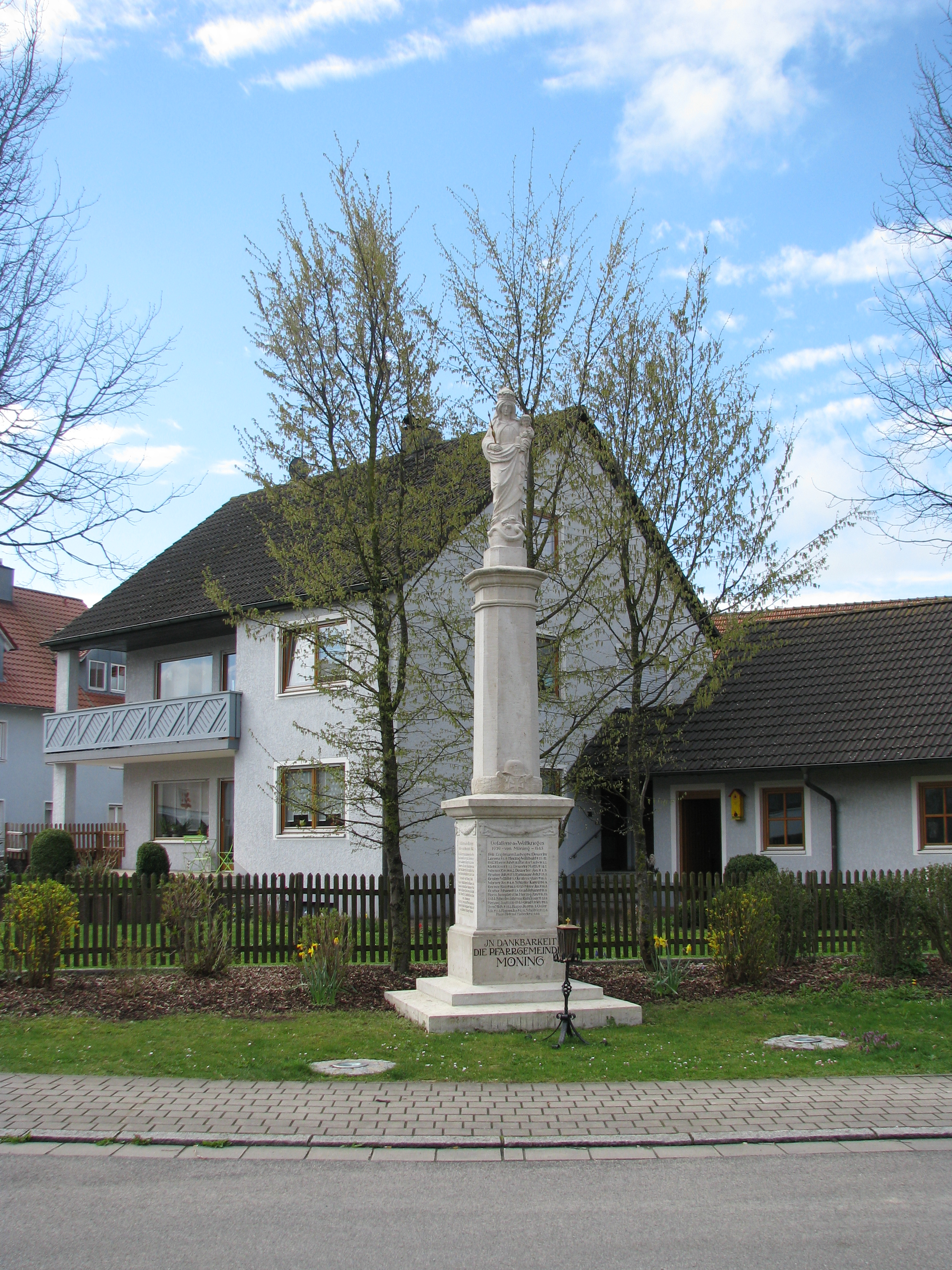
Mariensäule

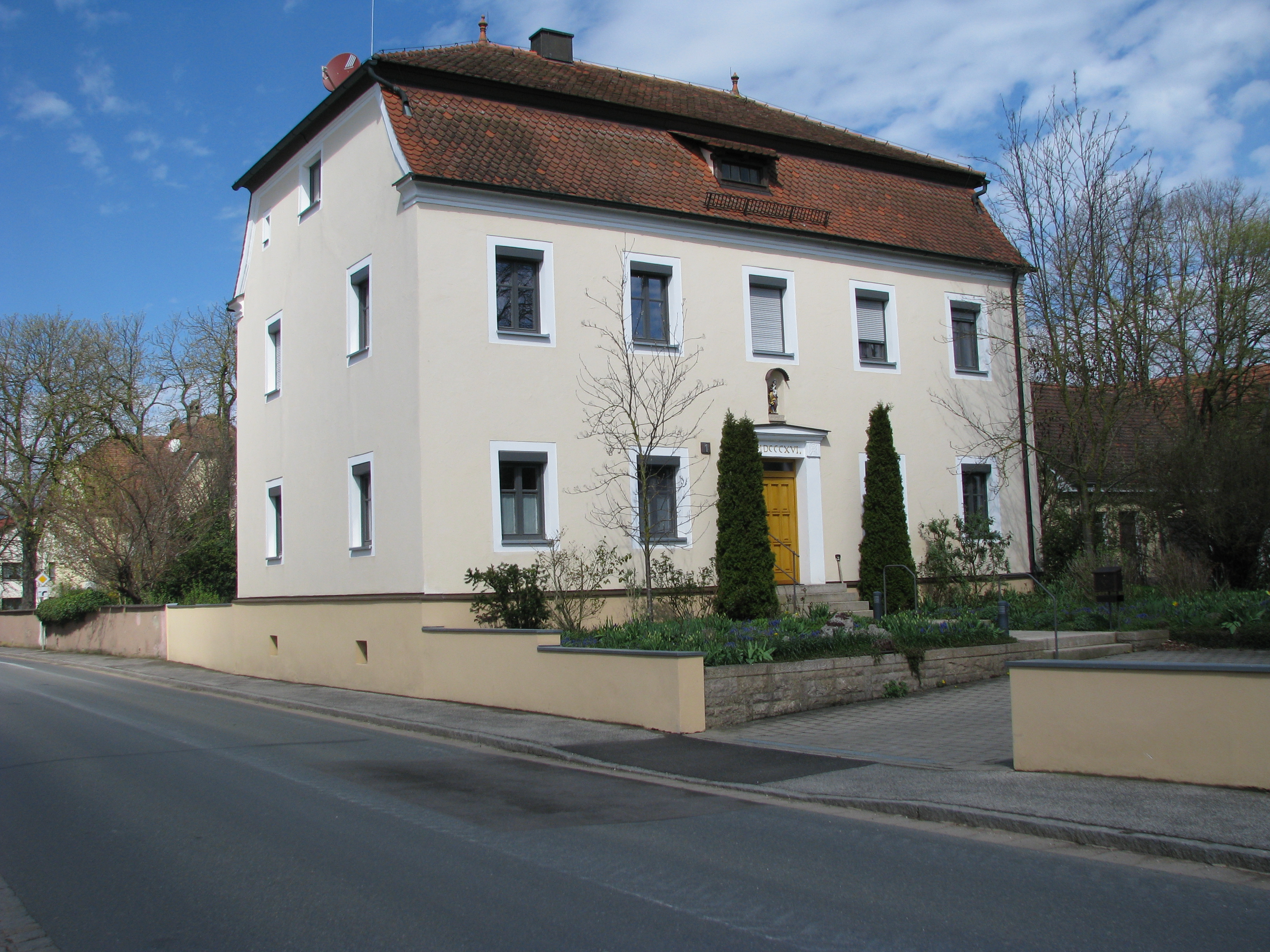
Pfarrhaus von 1816

- 1875: 568 (121 Wohngebäude)[27]
- 1900: 596 (116 Wohngebäude)[28]
- 1938: 626[29]
- 1961: 647 (131 Wohngebäude)[30]

## Katholische Pfarrkirche St. Willibald
Die Saalkirche mit östlichem Chorturm ist romanischen Ursprungs, wurde in der Gotik umgestaltet, in der Barockzeit neu eingerichtet und 1834 um zwei Joche nach Westen auf 20 × 11 m verlängert. Der 52 m hohe Kirchturm aus Sandsteinquadern ist auf einem Eckstein mit 1491 bezeichnet, der Spitzhelm wurde aus Hölzern von 1771 errichtet. Teil der ehemaligen Kirchhofbefestigung ist ein Torbau („Heuturm“) aus dem 14./15. Jahrhundert; der Friedhof selbst wurde 1864 nach außerhalb verlagert. Der reformatorischen Bildersturm des 16. Jahrhunderts haben nur drei gotische Statuen überstanden (hl. Nikolaus, hl. Willibald, hl. Apostel Jakobus). Die drei Barockaltäre schuf vermutlich Johann Ulrich Wiest 1743; das Hochaltarblatt mit der Darstellung des Kirchenpatrons und – wesentlich auffälliger – seiner Schwester Walburga, darüber die Muttergottes, ist ein Werk des Eichstätter Hofmalers Johann Chrysostomus Wink. Die Deckengemälde schuf im Nazarenerstil 1874 der Deininger Kirchenmaler Georg Lang. 1913 kam eine Orgel von Edenhofer, Deggendorf, in die Kirche. 1938 hingen drei Glocken im Turm, je eine des 13., des 14. Jahrhunderts und von 1921.
Das Kriegerdenkmal ist mit der Mariensäule von 1920 kombiniert.

## Baudenkmäler
Außer der Pfarrkirche gelten als Baudenkmäler zwei Wegkapellen aus dem 18./19. Jahrhundert und das Pfarrhaus mit Mansardwalmdach, bezeichnet 1816 (der Vorgängerbau war 1807 abgebrannt).

## Vereine
- Freiwillige Feuerwehr
- Bergschützen Möning
- Katholische Landjugendbewegung Möning
- Obst- und Gartenbauverein
- Soldaten- und Reservistenkameradschaft Möning
- FC Möning

## Verkehrsanbindung
Zu erreichen ist das Dorf von Osten und von Norden her über die Kreisstraße NM 17, von Westen her über die Kreisstraße NM 45. Gemeindeverbindungsstraßen führen von Möning nach Wolfsricht und nach Pavelsbach.

## Persönlichkeiten
Franz Xaver Buchner (1872–1959), Priester, Domkapitular in Eichstätt und Kirchenhistoriker, ist gebürtig von Möning.